# ریکاردو رودریگز مارنگو
ریکاردو رودریگز مارنگو (انگلیسی: Ricardo Rodríguez Marengo؛ زادهٔ ۱۰ مهٔ ۱۹۹۸) بازیکن فوتبال اهل آرژانتین است.
وی همچنین در تیم ملی فوتبال Argentina U17 بازی کرده‌است.